# تاریخ (فیلم ۱۹۸۷)
«تاریخ» (انگلیسی: Itihaas) فیلمی هندی است که در سال ۱۹۸۷ منتشر شد. بازیگران اصلی این فیلم راج کومار و آنیل کاپور هستند.